# 董養河
董養河（？—1645年），字叔會，福建福州府閩縣人，明朝、南明政治人物。

## 生平
董養河年少資質不凡，博覽羣書，為諸生，崇禎十三年（1640年）獲賜特用出身，擔任工部司務，巡按雲南；與黃道周、黃景昉、倪元璐、蔣德璟交情深厚，互相憂憤時事，研究軍國大事。黃道周檢舉楊嗣昌奪情，違背旨意審問時提及董養河而被下獄。崇禎帝非常生氣，打算施以極刑，可是他處之泰然，與黃道周、葉廷秀寫下《西曹秋思》集。黃道周再獲起用，他也回歸原職。之後他改任戶部主事，三次上疏請求自效，但內容侵犯宰輔重臣而招惹忌恨，留中不批復。他又秘密尋訪可以出戰的才智傑出者，得六七十人推薦選用，皇帝詔令許可；當中在薦用前列的蔣臣，從布衣出身除授戶部主事。崇禎十六年（1643年），董養河陞任員外郎、兵科給事中，然後任命監督九門和蕪湖鈔關，弘光年間去世。

## 引用
1. 1 2  錢海岳《南明史·卷三十一·列傳第七》：董養河，字叔會，閩縣人。少負殊質，博極羣書。崇禎十三（十五）年特用，授工部司務。與黃道周、黃景昉、倪元璐、蔣德璟為金石交，相與憂憤時事，揣摩軍國。道周糾楊嗣昌奪情，忤旨勘問，詞及養河，下獄。上怒不測，將寘極刑。養河處之泰然，日唱和，為西曹秋思集。既道周起用，養河亦還職。
2. ↑  錢海岳《南明史·卷三十一·列傳第七》：遷戶部主事，三疏請自效，語侵樞臣，忌，留中不報。因密訪智勇俊傑可為疆埸前驅者，得六七十人薦之，以備采擇，諭旨報可。其前列蔣臣，竟以布衣除戶部主事。十六年，陞員外郎、兵科給事中，繼命監督九門，又監蕪湖鈔關。弘光中，卒。